# Krzecko
Krzecko [pronunciación en polaco: /ˈkʂɛt͡skɔ/] (anteriormente alemán Kreitzig) es un pueblo ubicado en el distrito administrativo de Gmina Sławoborze, dentro del condado de Świdwin, Voivodato de Pomerania Occidental, en el noroeste de Polonia. Se encuentra a unos 4 kilómetros al este de Sławoborze, a 12 kilómetros al norte de Świdwin, y a 94 kilómetros al noreste de la capital regional Szczecin .
Para conocer la historia de la región, consulte Historia de Pomerania .